# Pliutî, Obuhiv
Pliutî (în ucraineană Плюти) este un sat în orașul raional Ukraiinka din raionul Obuhiv, regiunea Kiev, Ucraina.

## Demografie
Componența lingvistică a localității Pliutî
     Ucraineană (92%)
     Rusă (8%)
Conform recensământului din 2001, majoritatea populației localității Pliutî era vorbitoare de ucraineană (92%), existând în minoritate și vorbitori de rusă (8%).